# جيرهارد برينر
جيرهارد برينر (بالألمانية: Gerhard Brenner)‏ هو طيار ألماني، ولد في 29 أغسطس 1918 في لودفيغسبورغ في ألمانيا، وتوفي في 14 يونيو 1942 في جافدوس في اليونان.